# Inacreditável o Poder do Amor
Inacreditavel o Poder do Amor é o décimo sétimo álbum da dupla brasileira de música sertaneja Rick & Renner, lançado em 2012 produzido por Rick Sollo. O álbum contém os singles "Dança Comigo", "Ai Que Gostoso" e "Lágrimas de Um Homem". A música "Em Qualquer Lugar do Mundo" (composição de Rick) foi gravada inicialmente pelo cantor Daniel em 2004 no álbum de mesmo nome, mas também já tinha sido gravada por Rick no álbum Rick & Renner e Você - Ao Vivo em 2005.

## Faixas
1. "01. Inacreditavel o Poder do Amor"
2. "02. Vai Ficar Assim"
3. "03. Amor e Rock N' Roll"
4. "04. Dança Comigo"
5. "05. I Love You"
6. "06. O Boteco Envenenou"
7. "07. Quando a Gente Ama"
8. "08. Em Qualquer Lugar do Mundo"
9. "09. Ai que Gostoso"
10. "10. Não Tem Nada a Ver"
11. "11. Eu Acredito Em Ti"
12. "12. Lagrimas de Um Homem"
13. "13. De Bar, Em Bar"
14. "14. O Culpado Sou Eu"
15. "15. Sonhando"